# Reden (film)
|  | Denne artikel er oprettet af botten Steenthbot ud fra en ekstern database. Den kan derfor have sproglige fejl eller mangler. Denne skabelon kan fjernes efter kontrol af indholdet. |

 For alternative betydninger, se Reden. (Se også artikler, som begynder med Reden)
Reden er en dansk animationsfilm fra 1992 instrueret af Maria Mac Dalland og efter manuskript af Ney Peraza, Manuel Espasandin og Maria Mac Dalland.

## Handling
En lille solstrålehistorie: En gammel skipper fisker en mandolin op af havet. Forsigtig slår han på strengene, tonerne lokker en fugl til skibet, og fuglen begynder at synge med. Sømanden lokker sin nye ven ind i et gammelt fuglebur, men lukket inde, mister den sit gode humør. En dag finder en anden fugl det lille skib og befrier den indespærrede. Alene på havet bliver den gamle ude af sig selv af fortvivlelse, men historien ender som alle eventyr godt. Instruktøren arbejder med flyttefigurer og animerede baggrunde og har givet filmens musik en central rolle.